# Anthoxanthum ecklonii
Anthoxanthum ecklonii là một loài thực vật có hoa trong họ Hòa thảo. Loài này được (Nees ex Trin.) Stapf mô tả khoa học đầu tiên năm 1899.